# Vostok 2022
Vostok 2022 (en ruso: Восток 2022, lit. 'Oriente 2022') fue un ejercicio militar ruso a gran escala celebrado en el Distrito Militar Oriental de Rusia (que abarca Siberia y el Lejano Oriente del país, incluidos el Mar del Japón y el Mar de Ojotsk) del 1 al 7 de septiembre de 2022.
Fue supervisado por el Jefe del Estado Mayor de la Federación Rusa, general Valeri Guerásimov. En el ejercicio participaron un total de 13 países, entre los que, además de Rusia, se encontraban China, India, Bielorrusia, Armenia, Argelia, Azerbaiyán, Kazajstán, Kirguistán, Siria, Nicaragua, Laos, Mongolia y Tayikistán. El contingente chino fue el segundo más grande después del ruso, y el contingente más completo que China haya enviado jamás a ejercicios rusos (fue la primera vez que las tres ramas del ejército chino —infantería, marina y fuerza aérea— participaron en una actividad de entrenamiento en Rusia). Estaba compuesto por aproximadamente 2000 soldados, 300 vehículos, 21 aviones y 3 barcos del Comando del Frente Norte. El contingente indio estaba formado por elementos del 7.º y 8.º Rifles Gorkha, estimados en unos 75 soldados.
El Ministro de Defensa ruso, Serguéi Shoigú, afirmó que en el ejercicio participarían más de 300 000 soldados, lo que lo convertiría en el mayor ejercicio militar realizado por Rusia hasta la fecha, pero se dijo que esa estimación estaba inflada. Según el Ministerio de Defensa de la Federación Rusa, en el ejercicio participarían más de 50 000 militares, más de 5000 unidades de armas y equipo militar, incluidos 140 aviones, 60 buques de guerra, lanchas y buques de apoyo. El ejercicio fue más reducido que el anterior Vostok 2018.
El presidente ruso Vladímir Putin observó el ejercicio.
Se ha dicho que la participación china en los ejercicios refleja una mejora de las relaciones entre China y Rusia y un mensaje a Occidente de que Rusia todavía tiene aliados militares internacionales, a pesar de su reciente invasión de Ucrania. Por otro lado, se ha dicho que los ejercicios empeoraron las relaciones entre Japón y Rusia, ya que incluyeron un ejercicio naval cerca de las islas en disputa de Kuril del Sur, reclamadas tanto por Rusia como por Japón. India optó por no enviar sus unidades marítimas al Vostok 2022 porque no quería poner en peligro su relación con Japón.
Las tácticas rusas mostradas en el ejercicio han sido criticadas por ser considerarlas obsoletas.